# آندراتامارینا
آندراتامارینا (به لاتین: Andratamarina) یک منطقهٔ مسکونی در ماداگاسکار است که در سامباوا واقع شده‌است. آندراتامارینا ۸٬۰۰۰ نفر جمعیت دارد و ۸۳ متر بالاتر از سطح دریا واقع شده‌است.